# عبد الحميد ساسي
عبد الحميد ساسي، (20 أغسطس 1934 - 1 أغسطس 2021)، هو مهندس مدني وسياسي تونسي. متحصل على شهادة في الهندسة المدنية من المدرسة الوطنية للجسور والطرق في باريس.

## السياسي
بدأ عبد الحميد ساسي مساره السياسي ككاتب دولة لدى وزير الأشغال العمومية والإسكان في حكومة الهادي نويرة بين 29 أكتوبر 1971 و28 نوفمبر 1973، تاريخ تعيينه ككاتب دولة لدى وزير التجهيز في نفس الحكومة حتى 31 مايو 1976، أين أصبح وزيرا للنقل والمواصلات حتى 7 نوفمبر 1979، دائما في حكومة الهادي نويرة.

من جهة أخرى، كان عبد الحميد ساسي نائبا في مجلس النواب عن دائرة قابس الانتخابية لمدة 7 سنوات، حيث شارك فانتخابات 3 نوفمبر 1974 في المدة النيابية الرابعة، وأعيد انتخابه فانتخابات 4 نوفمبر 1979 في المدة النيابية الخامسة.

## وفاته
توفي يوم الأحد 1 أغسطس /أوت 2021.